# Getopts
getopts je standardní vestavěná funkce některých unixových shellů sloužící k zpracování parametrů příkazového řádku. Slouží tedy stejnému účelu jako podobně pojmenovaná funkce getopt, která je součástí celé řady programovacích jazyků počínaje C. Předpokládá parametry příkazové řádky ve formátu dle standardu POSIX a sama je standardizována v rámci Single UNIX Specification. Mezi shelly, které funkci podporují, patří Bournův shell, Kornův shell, Almquistův shell, Bash a Z shell. Kromě toho je v rámci projektu util-linux vyvinuta i pokročilejší verze této funkce, která je ale samostatným programem nazvaným getopts a lze ji používat v jakémkoli shellu. Jiné rozšíření vzniklo také pro operační systém Solaris.